# Palavra Cantada
Palavra Cantada é uma dupla musical infantil formada em 1994 por Paulo Tatit e Sandra Peres. É caracterizado por canções infantis de linhas marcantes, que prezam pela elaboração das letras, arranjos e gravações, com uma poética sensível e respeito à inteligência das crianças.
Os shows da Palavra Cantada  têm a música como elemento central, usando sempre os instrumentos e a movimentação de palco como principal elemento cênico. A dupla já produziu mais de 14 discos, ultrapassando a marca total de dois milhões de CDs vendidos, com todos ainda em catálogo até hoje.
Após o lançamento em outubro de 2007 de seu quarto DVD, "Pé com Pé", patrocinado pela Natura, dentro do projeto "Natura Musical", Paulo e Sandra lançam em 2008 seu 11º CD: o "Carnaval Palavra Cantada",  com co-patrocínio da Petrobras.

## Parcerias
Um dos maiores sucessos do grupo, a canção "Criança não Trabalha", é uma parceria com Arnaldo Antunes e uma denúncia do trabalho infantil.
A canção "Ora Bolas", de Paulo Tatit e Edith Derdyk, ganhou versão em espanhol pelo grupo infantil El jardín de la esquina e Mariana Cincunegui, que foi posteriormente usada  na abertura do filme "Leonera", do diretor argentino Pablo Trapero.

## Musicais
Em 2008, o show "O Melhor da Palavra Cantada" teve estreia no dia das crianças no Credicard Hall, em São Paulo. Em seguida, no mês de novembro, Paulo e Sandra apresentaram uma opereta para o público infanto-juvenil, "Ramon e Maraó", iniciando uma nova frente de trabalho para a Palavra Cantada: a dos Musicais.

## Discografia

### Álbuns
- Canções de Ninar (1994)
- Canções de Brincar (1996)
- Cantigas de Roda (1996)
- Canções Curiosas (1998)
- Livro/CD Mil Pássaros (1999)
- Livro/CD Noite Feliz (1999)
- Murucututu (2000)
- Canções do Brasil (2001)
- Meu Neném (2003)
- Palavra Cantada 10 anos (2004)
- Pé com Pé (2005)
- Carnaval Palavra Cantada (2008)
- Palavra Cantada Tocada - Sucessos tocados por Jonas Tatit (2008)
- Canciones Curiosas - Palabra Cantada en Español (2008)
- Coleção "O Livro de Brincadeiras Musicais da Palavra Cantada" (2010)
- UM MINUTiiiiNHO! (2012)
- Baladinha - Sucessos remixados por Lenis Rino (2017)
- CD/DVD Bafafá"' (2017)
- CD As aventuras de Pauleco e Sandreca no Planeta Água (2019)

### DVDs
- Clipes da TV Cultura (2000)
- Palavra Cantada 10 anos (2004)
- Canções do Brasil (2006)
- Pé com Pé (2007)
- "Vem Dançar com a Gente" (2011)
- “Palavra Cantada 3D – show Brincadeiras Musicais” (2011)
- Pauleco e Sandreca (2014)
- “Cantigas de roda” (2015)
- CD/DVD Bafafá (2017)

## Prêmios
- Prêmio Sharp pelo Canções de Ninar (1994)
- Prêmio Sharp pelo Canções de Brincar (1996)
- Prêmio Sharp pelo Canções Curiosas (1998)
- CARAS pelo CD-Livro Canções do Brasil (2001)
- Prêmio TIM pelo Pé com Pé (2005)
- APCA — Melhor Show (2008)
- Paulistanos do Ano Veja (2008)

## Aplicativo
Em março de 2014 o Palavra Cantada lança seu primeiro aplicativo para celulares e tablets "Brincando com Palavras". Com foco educacional, o app conta com uma mecânica que consiste em juntar letras que formam palavras do videoclipe animado. No primeiro pacote serão lançados três videoclipes animados com o jogo “Quando eu era um peixinho”, “Rato” e “Ciranda dos Bichos”, sendo o primeiro gratuito para demonstração. Os demais serão lançados ao preço promocional de USD 1.99, convertidos para a moeda local. O aplicativo está disponível para plataforma Android e iOS. O app foi desenvolvido em parceria com a SIOUX.

## Emissoras em que o grupo é ou foi exibido
- TV Rá-Tim-Bum (por assinatura)
- TV Cultura
- Band
- Futura
- Discovery Kids Brasil (por assinatura)
- Canal Panda (com dublagem portuguesa)

## Influências
O grupo é uma influência para outros grupos de música infantojuvenil. Marina Pittier, que já fez parte do grupo, hoje integra o Grupo Triii. Diana e Isabel, sobrinhas de Paulo Tatit, integram o Tiquequê.